# Cephalidiosus
Cephalidiosus is een geslacht van wantsen uit de familie van de Tingidae (Netwantsen). Het geslacht werd voor het eerst wetenschappelijk beschreven door Guilbert in 1999.

## Soorten
Het genus bevat de volgende soorten:

- Cephalidiosus freycinetiae Guilbert, 2008
- Cephalidiosus guilberti B. Lis, 2009
- Cephalidiosus longispini Guilbert, 2002
- Cephalidiosus megapharsus (Guilbert, 1998)
- Cephalidiosus mesopharsus (Guilbert, 1998)
- Cephalidiosus mesopharsus Guilbert, 1997
- Cephalidiosus sineoroe Guilbert, 2002
- Cephalidiosus spinosus Guilbert, 2008
- Cephalidiosus thy Guilbert, 2002